# Benjamin Konschak
Benjamin Konschak (* 20. Juli 1986 in Berlin) ist ein deutscher Schwimmer, der sich hauptsächlich auf das Freiwasserschwimmen konzentriert. Obwohl er auch an Wettkämpfen über kürzere Distanzen teilnimmt, hat er sich auf die längeren Distanzen über 15 und 25 km spezialisiert. Zu seinen bisher größten Erfolgen gehören die Siege bei den Deutschen Meisterschaften im Freiwasserschwimmen 2009 und 2011.

## Werdegang
Benjamin Konschak wurde in Berlin geboren und wechselte dort 1996 zu einer Sportschule, wo er sich auf das Schwimmen konzentrierte. Neben seinen anderen Interessen, wie dem Radsport und Skilanglauf, entschied er sich 2005 zum Freiwasserschwimmen zu wechseln. Er trainierte bis 2008 bei den Berliner Wasserratten e.V. und wechselte dann 2009 zum SGR Karlsruhe.
Benjamin Konschak beendete 2011 sein Lehramtsstudium an der Universität Karlsruhe.

## Schwimmkarriere
Benjamin Konschaks Disziplin ist das Freiwasserschwimmen. Obwohl er auch an Wettkämpfen über kürzere Distanzen teilnimmt, hat er sich auf die längeren Distanzen über 15 und 25 km spezialisiert.
2008 nahm Benjamin Konschak bereits erfolgreich an regionalen Meisterschaften teil, wie z. B. den Baden-Württembergische Meisterschaften, bei denen er den ersten Platz über die 5 und 10 km belegte.
Zu seinen bisher größten Erfolgen gehören die Siege bei den Deutschen Meisterschaften im Freiwasserschwimmen 2009 und 2011. Seitdem nimmt er auch an den internationalen Wettkämpfen der FINA teil. Mit dem Ticket von den Deutschen Meisterschaften nahm er 2011 ebenfalls an den Weltmeisterschaften im Freiwasserschwimmen in Shanghai und den Freiwassereuropameisterschaften in Eilat über die 25 km teil.

## Erfolge

### Deutsche Meisterschaften
- 2011 1. Platz über die 25 km
- 2010 2. Platz über die 25 km
- 2009 1. Platz über die 25 km (verkürzt auf 15)

### Deutsche Wildwassermeisterschaften
- 2008: 1. Platz[3]